# مارغريت بكنغهام
مارغريت بكنغهام (بالفرنسية: Margaret Buckingham)‏ هي أحيائية فرنسية، ولدت في 2 مارس 1945 في رومزي ‏ في المملكة المتحدة.